# ورم غاستريني
الورم الغاستريني (بالإنجليزية: Gastrinoma)‏ هو من الأورام المرتبطة باضطراب الجِهازِ المعوي النادر المعروف متلازمة زولينجَر-إيليسون. يحدث عادة في البنكرياس والاثني عشر وتفرز كميات كبيرة من هرمون الغاسترين مسبباً لأرتفاع حموضة المعدة، قد تكون خبيثة أو حميدة (القرحة)، يكون في الجزء العلوى من القناة الهضميه، يحدث زيادات كبيرة في افراز المعدة للحمض فيها، والأورام للجزيرة في خلايا المعثكلة. الأورام تنتج كميات كبيرة من الغاسترين المسؤولة عن خصائص متلازمة أليسون زولينغر وهو مرض القرحة الحادة. ورغم أنه عادة تحدث داخل المعثكلة، الانها قد تحدث في الاجهزه الأخرى.
حوالى نصف المرضى الذين يعانون من متلازمة زولينجَر-إيليسون لديهم اورام غاسترينِية متعددة، ويمكن ان تختلف في الحجم من 1-20 ملم. الورم الغاستريني موجود في المعثكلة عادة ما تكون أكبر بكثير من الورم الغاستريني الموجود في الاثني عشر. نحو ثلثي الأوَراَمٌ الغاسترينِية خبيثه. وهذه عادة ما تنمو ببطء، ولكن بعض المواقع المحيطة بها قد تغزو بسرعة وتنتقل على نطاق واسع. في بعض الأحيان، لا يوجد الوَرَمٌ الغاسترينِيّ إلا في العقد اللمفيه، وانه ليس من المؤكد ما إذا كانت هذه الأورام الخبيثه نشأت في العقد اللمفيه أو من ورم غير مرئي في المعثكلة أو الاثني عشر.
إن معظم الأشخاص الذين يعانون من الورم الغاستريني الإفرازات المعوية الحمضية تكون عندهم عالية، في سياق المرض تظهر الاعراض النمطيه للقرحة الهضمية، وبمجرد تثبيت المرض تصبح الأعراض أكثر اصراراً وتصبح الاستجابة ضعيفة للعلاج القياسى المضاد للقرحة. الم البطن هو الغالب من اعراض مرض القرحة. نحو 40 ٪ من مرضى يعانون من الإسهال أيضا، وفي بعض المرضى، يكون الإسهال هي العراض الأولي. الأشخاص الذين يعانون من الورم الغاستريني يعانون مثل الأشخاص الذين يعانون من أعراض القرحات.من مستويات حمض المعدة المرتفعة التي عادة ما تكون أكبر بكثير من تلك الموجودة في مرض القرحة. ويتم تشخيص الورم الغاستريني عادة بفحص الدم الذي يقيس مستوى الغاسترين في الدم، الذي هوأعلى من 4-10، من الصعب جراحيا تحديد مكان الورم الغاستريني، ولذلك، غالبا ما تكون جراحة استكشافيه لمحاولة تحديد مكانه، إن تقنيات التصوير التشخيصي تساعد على تحديد موقع الورم الغاستريني، الأكثر تطورا للفحص بالاشعه السينيه يسمى اختبار تفريس الأكتريد للنوويدات المشعة. علاج الورم الغاستريني ينبغي أن يكون مقاساً على المريض، حيث ان المرضى يكون لهم درجات متفاوتة من شدة المرض واعراضه، العلاج يهدف إلى القضاء على الإفراط في افراز الحمض المعوي وازالة الغاسترين المنتجة للأورام.
قد لا يكون من السهل معالجتها الورم الغاستريني بالأدوية القياسية المضادة للقرحة. العلاج الطبي المفضل هو مثبطات مضخة البروتون مثل الأوميبرازول أو اللانوبرازول، يوميا. هذه الادوية هي مثبطات قوية لحمض المعدة. هذه الادوية يجب أن تستمر إلى الأبد. العلاج الجراحي واستئصال الورم قد يساعد في تخفيف الأعراض ولكن صعوبة الاهتداء إلى الورم وتحديد مكانه يجعل الجراحة صعبة.

## التهاب المعدة
التهاب المعدة الحاد: التهاب حاد في الغشاء المخاطي في المعدة سببها ارتفاع الحموضة في المعدة
التهاب المعدة الحاد غالبا ما يتطور نتيجة اتحاد المهيجات الكيميائية في المعدة، أو تناول الأدوية، قد يحدث التهاب المعدة الحاد على خلفية من الأمراض الشائعة الأخرى، في كثير من الأحيان بسبب الالتهابات الحادة أو الاضطرابات النفسية الشديدة.